# Lagăr (mecanică)
Lagărul este un organ de mașină având rol de susținere și de ghidare a altor organe de mașini aflate în mișcare de rotație, cum sunt un ax, o osie, un arbore. Părțile componente ale unui lagăr cu alunecare sunt (în principal) corpul lagărului și capacul lagărului (există în plus  și șuruburi de strângere). Corpul lagărului este executat din două bucăți, având un plan de separație diametral pentru a se putea monta pe fusurile intermediare.

## Clasificare
- după direcția sarcinii:
  - lagăre radiale
  - lagăre axiale
  - lagăre radial-axiale

- după tipul frecării în lagăr:[[
  - lagăre cu alunecare (cu cuzineți)
  - lagăre cu rostogolire (cu rulmenți).

## Proiectarea corpului și capacului de lagăr
La proiectarea formei corpului și capacului se va ține seama de următorii factori:
- lagărul să fie robust și rigid pentru a asigura un mers liniștit al arborelui;
- legarea pereților ce sprijină cuzineții cu pereții exteriori, pentru asigurarea conductivității căldurii spre exterior;
- asigurarea în corpul lagărului a unei băi de ulei, dacă ungerea se face cu inel și etanșarea lagărului contra pierderilor de ulei și contra impurităților;
- la ungerea lagărului sub presiune trebuie să se prevadă orificii de alimentare și ieșire a uleiului;
- corpul și capacul trebuie să fie prevăzute cu suprafețe de centrare pentru asigurarea poziției corecte a celor două piese.

## Calculul termic al lagărului radial
Încălzirea lagărului este determinată, de obicei, de puterea consumată prin frecare Pf care se calculează cu relația:
```
                            P
f
 = μ
ab
F
v
v
```

unde v este viteza periferică a fusului, calculată cu relația:
```
                            v = πDn/60
```

Calculul termic presupune cunoașterea temperaturii sau a unei mărimi care caracterizează nivelul de încălzire a lagărului. Un indicator al nivelului de încălzire a lagărului este puterea specifică consumată prin frecare, respectiv puterea consumată prin frecare raportată la aria diametrală a fusului. 